# Hybridcykel

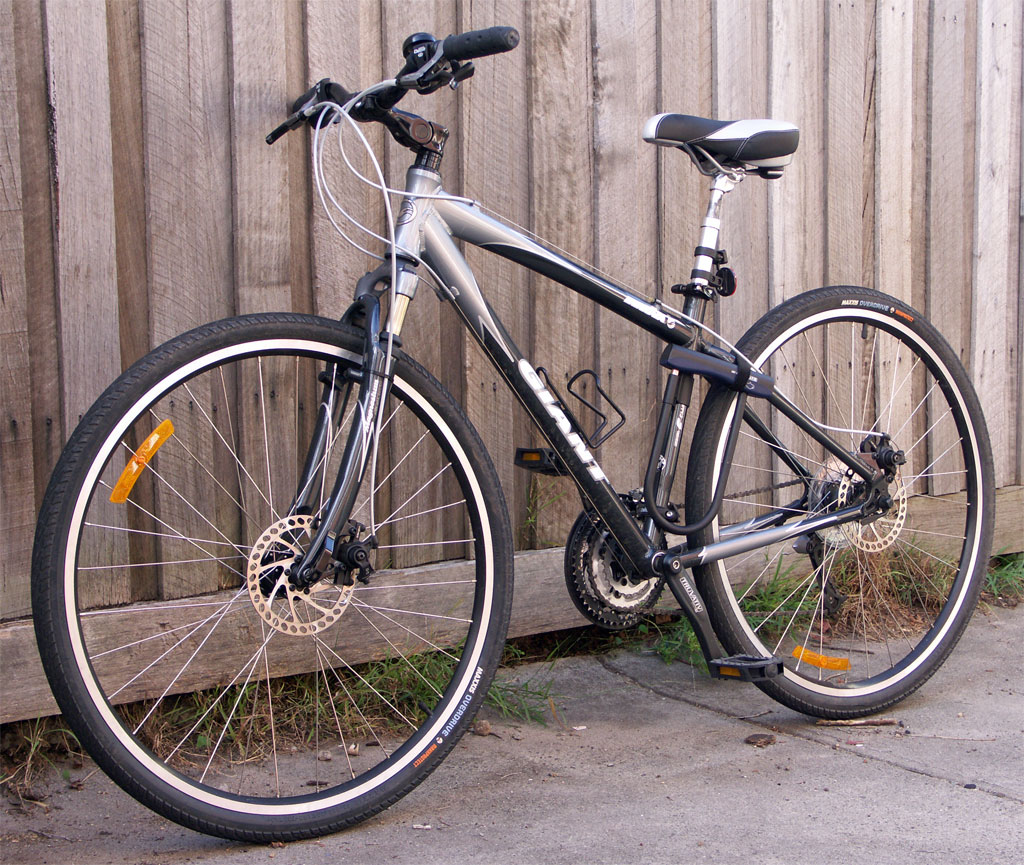
Hybridcykel

Hybridcykel är en hybrid mellan en mountainbike och en racercykel. 
Från racercykeln har den fått de många utanpåliggande växlarna och de smala hjulen. Från mountainbiken kommer det raka styret och de effektiva bromsarna.
Hybrider kan antingen ha en racerväxel som är lite högre växlad men med tätare steg eller en mountainbikeväxel som ofta erbjuder större spann mellan lägsta och högsta växeln vilket då ger större steg mellan varje växel. Hybrider med skärmar kallas ibland för cityhybrid och de utan kallas sporthybrid.
Hybridcykeln är mycket populär som pendlingscykel bland cykelpendlar.
När de första hybriderna lanserades kallades de för citybike.